# Ocmanice

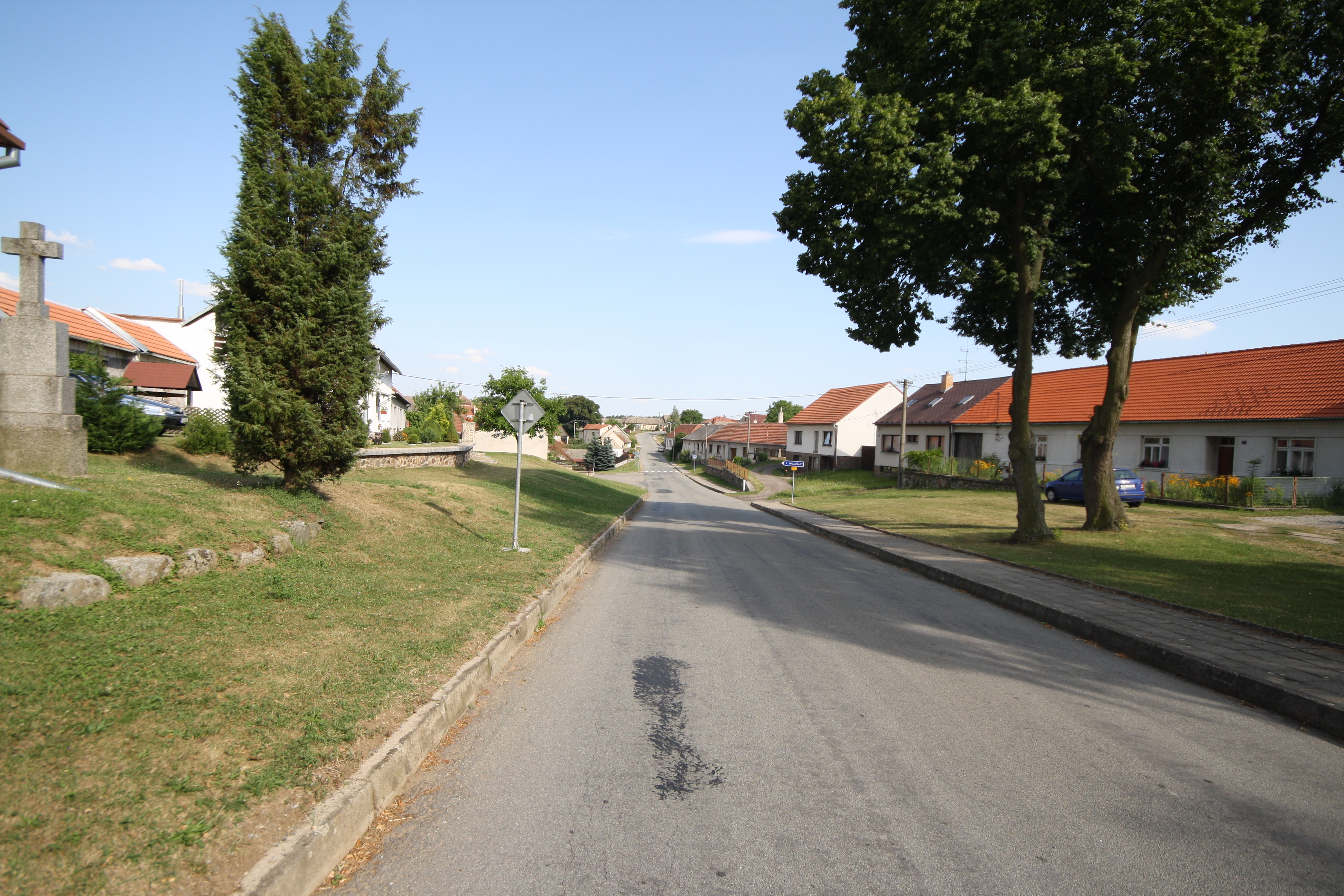
Dorfplatz

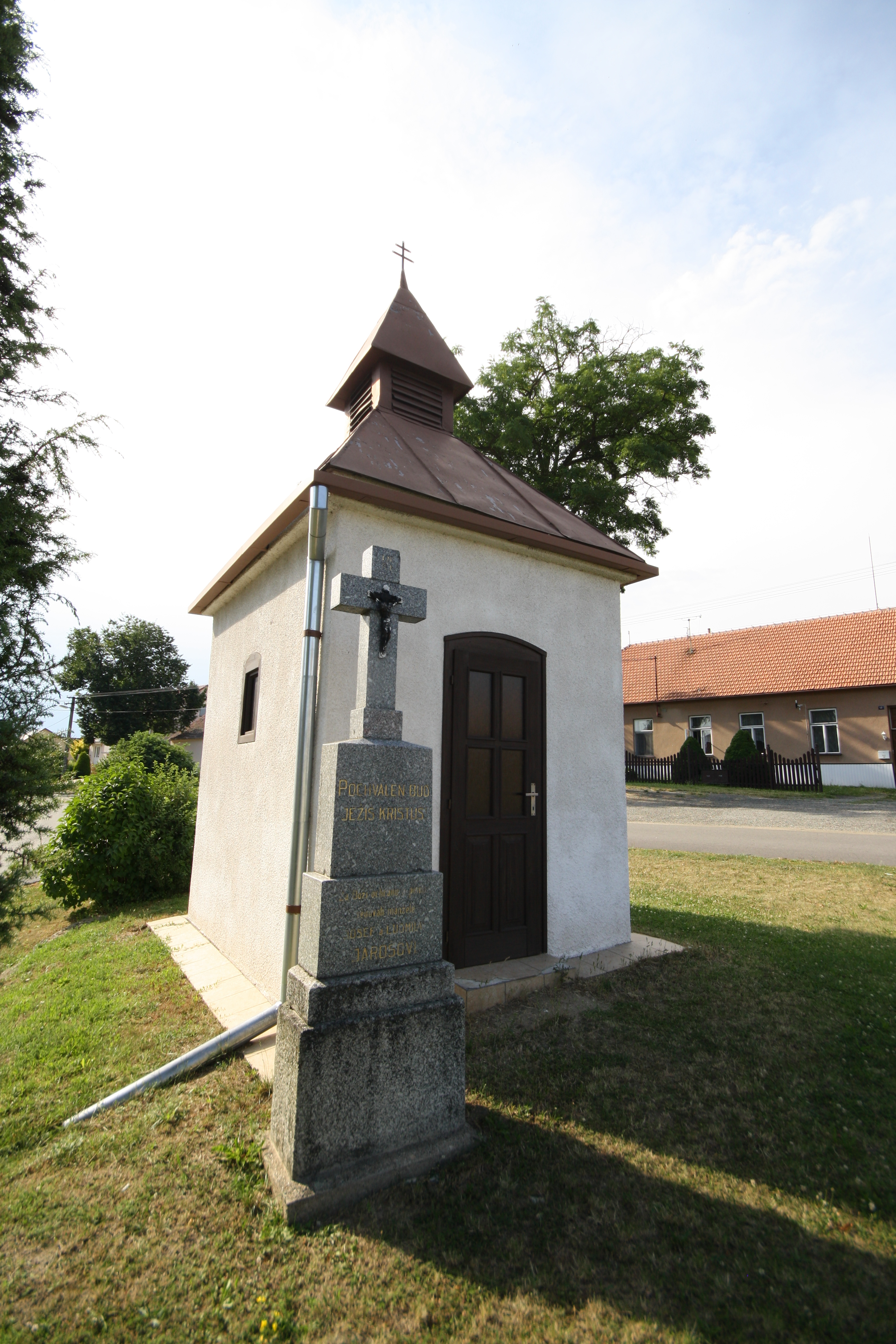
Glockenturm und Kreuz

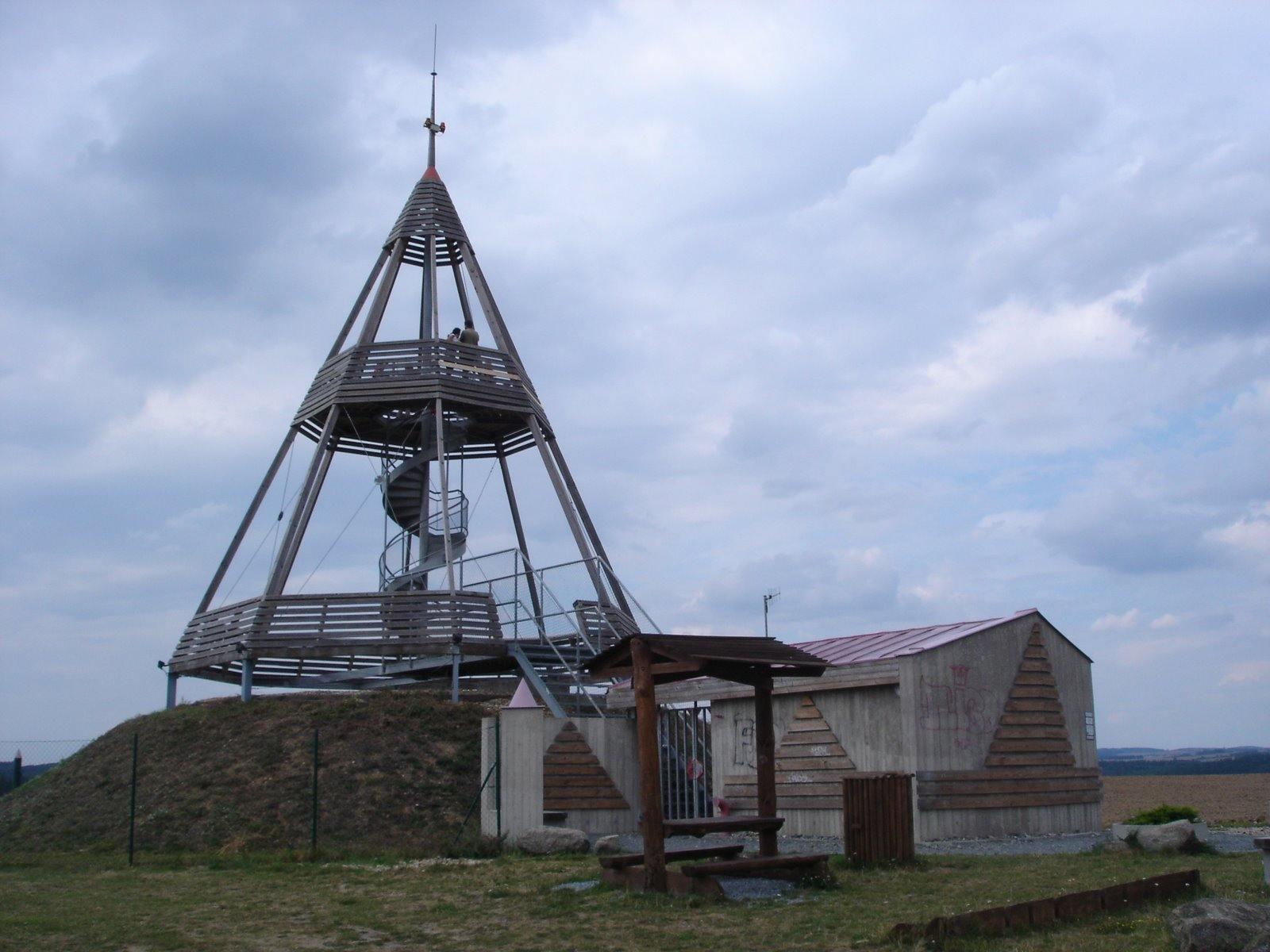
Aussichtsturm und Wasserwerk

Ocmanice (deutsch Otzmanitz) ist eine Gemeinde in Tschechien. Sie liegt vier Kilometer nordwestlich von Náměšť nad Oslavou und gehört zum Okres Třebíč.

## Geographie
Ocmanice befindet sich rechtsseitig der Oslava auf einer Hochfläche der Jevišovická pahorkatina (Jaispitzer Hügelland) im Süden der Böhmisch-Mährischen Höhe. Gegen Nordwesten liegen die Teiche Nohavice, Mišník und Nový rybník, südwestlich der Dubovec und der Stejskal.
Nachbarorte sind Čikovská Myslivna, Naloučanský Mlýn und Čikov im Norden, Jasinka im Nordosten, Naloučany im Osten, Jedov, Jedovský Mlýn und Náměšť nad Oslavou im Südosten, Padrtův Mlýn, Placký Dvůr und Vícenice u Náměště nad Oslavou im Süden, Okarec und U Nádraží im Südwesten, Častotice im Westen sowie Pyšel und Zahrádka im Nordwesten.

## Geschichte
Die erste schriftliche Erwähnung des Dorfes erfolgte 1101 in der Gründungsurkunde des Klosters Mariä Himmelfahrt in Třebíč. Der Ortsname leitet sich vom deutschen Personennamen Uzman her. In der Mitte des 14. Jahrhunderts gehörte das Dorf zu den Besitzungen der Vladiken von Eywanč. Nach dem Tode der Brüder Sezema und Tobias von Eywanč fielen deren Güter Eywanč, Ocmanice, Studnice und Zahrádka um 1360 an den Landesherren heim. Markgraf Johann Heinrich schenkte die heimgefallenen Güter 1366 dem Johann von Meziříč. Dessen ungeachtet verschrieb 1371 Bohuš von Eywanč in der Brünner Landtafel seiner Frau Dorothea 150 Mark auf Ocmanice und Studnice. Zwei Jahre später verkaufte Bohuš von Eywanč die Dörfer Ocmanice und Zahrádka dem Johann d. Ä. von Meziříč. Bevor Johann II. d. J. von Meziříč 1377 zu einer Reise nach Italien aufbrach, schenkte er seine gesamten Güter, darunter auch Ocmanice, seinem Vetter Johann III. d. Ä. von Meziříč. Als dieser 1398 im Ausland verstarb, erbte Heinrich von Meziříč und Lomnitz den Besitz. Nach der Auszahlung des Erbteils einer seiner Schwestern nahm Heinrich 1399 seinen Schwager Latzek von Krawarn in Gütergemeinschaft auf, um die Herrschaft weiter bewirtschaften zu können.
Nachdem Heinrich von Meziříč und Lomnitz 1406 verstorben war, gehörte das Gut Ocmanice dem Latzek von Krawarn und dessen Frau Agnes von Ocmanice, die 1415 ihre Mutter Anna in Gütergemeinschaft aufnahm. Später wurden die Herren von Krawarn alleinige Besitzer des Gutes und schlugen es ihrer Burgherrschaft Namiescht zu, die sie 1437 an Matthäus Schwanberg von Skrziwin veräußerten. Wenig später bemächtigte sich Niklas von Wlašim auf Otradice des Gutes. Im Jahre 1446 holte Jaroslaw von Lomnitz, ein Verwandter der Herren von Eywanč und Meziříč, das Gut zurück in den Besitz seiner Sippe. Als Znata von Prusy und Melice 1448 die Burg Namiescht erworben hatte, verklagten ihn Matthäus Witwe Anna von Beneschau und Georg von Krawarn wegen einer Morgengabe auf Ocmanice. Nach dem Erwerb der Herrschaft Namiescht durch die Herren von Lomnitz wurde Ocmanice 1480 erneut an die Herrschaft Namiescht angeschlossen und verblieb dort über 350 Jahre. König Ladislaus Jagiello entschied 1481 in dem alten Morgengabestreit – alle Beteiligten waren inzwischen verstorben – und sprach Ocmanice gänzlich den Herren von Lomnitz zu. Durch die Heirat mit Libuše von Lomnitz erwarb Friedrich von Žerotín († 1541) Anteile der Herrschaft Namiescht, mit dem Aussterben der Herren von Lomnitz fiel sie gänzlich den Herren von Žerotín zu. Diese gründeten 1582 in Ocmanice eine Brüderschule. In der zweiten Hälfte des 16. Jahrhunderts ist ein Badehaus nachweislich. 1674 gab es in Ocmanice zehn Ganzhüfner, vier Halbhüfner, drei Viertelhüfner und zwei Chalupner mit Feld; ein Hufengut lag noch seit dem Dreißigjährigen Krieg wüst. Ab 1752 gehörte die Herrschaft Namiescht den Grafen Haugwitz.
Im Jahre 1842 bestand das im Znaimer Kreis auf einer Anhöhe gelegene Dorf Otzmanitz bzw. Ocmanice aus 37 Häusern, in denen 292 Personen lebten. Abseits lag der Platzer Meierhof. Das Dorf war nach Nalautschan eingeschult und hatte einen eigenen Friedhof. Pfarrort war Namiescht. Bis zur Mitte des 19. Jahrhunderts blieb Otzmanitz der Fideikommissgrafschaft Namiescht untertänig.
Nach der Aufhebung der Patrimonialherrschaften bildete Otmanice / Otzmanitz ab 1849 einen Ortsteil der Marktgemeinde Namiest im Gerichtsbezirk Namiest. Ab 1869 gehörte Otmanice zum Bezirk Trebitsch. Zu dieser Zeit hatte das Dorf 338 Einwohner und bestand aus 42 Häusern. Im Jahre 1872 löste sich Otmanice von Namiest los und bildete eine eigene Gemeinde. In den 1880er Jahren erfolgte die Änderung des Gemeindenamens in Ocmanice. Im Jahre 1900 lebten in Ocmanice 343 Personen; 1910 waren es 360. Beim Zensus von 1921 lebten in den 49 Häusern der Gemeinde 393 Personen, darunter 392 Tschechen. Im Jahre 1930 bestand Ocmanice aus 61 Häusern und hatte 387 Einwohner. Zwischen 1939 und 1945 gehörte Ocmanice / Otzmanitz zum Protektorat Böhmen und Mähren. 1948 wurde die Gemeinde dem Okres Velká Bíteš zugeordnet. Im Jahre 1950 hatte Ocmanice 348 Einwohner. Im Zuge der Gebietsreform und der Aufhebung des Okres Velká Bíteš wurde die Gemeinde am 1. Juli 1960 dem Okres Třebíč zugewiesen. 1974 erfolgte der Bau der Straßenbrücke über die Oslava nach Naloučany, zuvor waren beide Dorfer nur mit einer Fußgängerbrücke verbunden. Mit Beginn des Jahres 1980 erfolgte die Eingemeindung nach Náměšť nad Oslavou, seit dem 1. August 1990 besteht die Gemeinde Ocmanice wieder. Beim Zensus von 2001 lebten in den 103 Häusern von Ocmanice 321 Personen. 

## Gemeindegliederung
Für die Gemeinde Ocmanice sind keine Ortsteile ausgewiesen. Zu Ocmanice gehören die Einschichten Padrtův Mlýn bzw. Stružský Mlýn und Placký Dvůr (Platzer Hof).

## Sehenswürdigkeiten
- Glockenturm auf dem Dorfplatz
- Steinernes Kreuz auf dem Dorfplatz
- Denkmal für die Gefallenen des Ersten Weltkrieges auf dem Dorfplatz
- Historischer Friedhof am östlichen Ortsrand
- Aussichtsturm, südwestlich des Dorfes am Weg zum Placký Dvůr, errichtet 2004 über dem Wasserwerk
- Haugwitz-Allee (Haugwitzova alej) am Placký Dvůr
- Naturdenkmal Špilberk, beim Padrtův Mlýn, Kuppe mit Kuhschellenpopulation